# Beaner
Beaner (frijolero ou feijoeiro, "comedor de feijão") é uma gíria depreciativa usada nos Estados Unidos para se referir a latino-americanos e indivíduos de origem hispânica, principalmente aos mexicanos ou descendentes de mexicanos. O termo se origina da prevalência de feijão catarino, (o feijão mais popular no norte do México; pinto bean em inglês) e outros feijões da culinária mexicana.

## História
De acordo com o The Historical Dictionary of American Slang, a palavra foi vista pela primeira vez impressa em 1965, embora o termo tenha estado em uso pelo menos desde os anos 1940. Talvez tendo evoluído de termos anteriores como "bean-eater" (comedor de feijão) e "bean-bandit" (bandido do feijão) que estavam em uso desde a década de 1910.

## Controvérsias
Em 2007, a cadeia regional de café Biggby Coffee, chamada de "Beaner's Coffee" desde sua fundação em 1997, decidiu mudar seu nome para Biggby Coffee em resposta a comentários sobre o termo não intencional em seu nome. O CEO e fundador da Biggby, Bob Fish, disse: "Em última análise, sentimos que indultaríamos o uso de um termo depreciativo se optássemos por não fazer nada".
Em 2019, o uso da palavra "beaner" nas palavras cruzadas do New York Times, gerou polêmica. O editor de palavras cruzadas do New York Times, Will Shortz, afirmou que sabia que o termo tinha um significado pejorativo, mas ele nunca tinha ouvido pessoalmente isso ser usado como calúnia antes e argumentou que "qualquer significado benigno de uma palavra" deveria ser um "jogo justo" para inclusão nas palavras cruzadas. Shortz acabou se desculpando por incluir o termo.
Em 2019, a cafeteria Duluth MN Beaner's Central mudou seu nome para Wussow's Concert Cafe. O proprietário Jason Wussow afirmou que "Embora o nome Beaners tenha sido escolhido vinte anos atrás por inocente inconsciência, é inegável que esta palavra é xenófoba e ofensiva para muitos".

## Uso em filme
A palavra foi usada por Tommy Chong em Cheech e Chong's Next Movie, por Clint Eastwood em Gran Torino e por Jeff Bridges em The Morning After. O termo também dá título ao filme Beaner de 2013, uma releitura fictícia da verdadeira história de um trabalhador hispânico sem documentos que foi brutalmente esfaqueado em Long Island.